# Souš (Králický Sněžník)
Souš (německy Steinberg) je hora v Podbělském hřbetu pohoří Králický Sněžník. Se svou nadmořskou výškou 1225 m je stou nejvyšší horou v Česku. Celá hora leží v Olomouckém kraji. Hora je součástí hřbetu, který vybíhá jižně až jihozápadně od hory Podbělka. Od Podbělky dělí vrchol Souše dvě sedla, mezi kterými je další dílčí vrchol, který se někdy nazývá Babuše podle blízké chaty. Směrem k jihu hřeben nadále klesá směrem k Sviní hoře, západní a východní svahy hory jsou ještě strmější. Hora je převážně zalesněna, místy jsou rozsáhlé imisní holiny.

## Hydrologie
Ze svahů hory odtéká voda do přítoků Malé Moravy a Prudkého potoka.

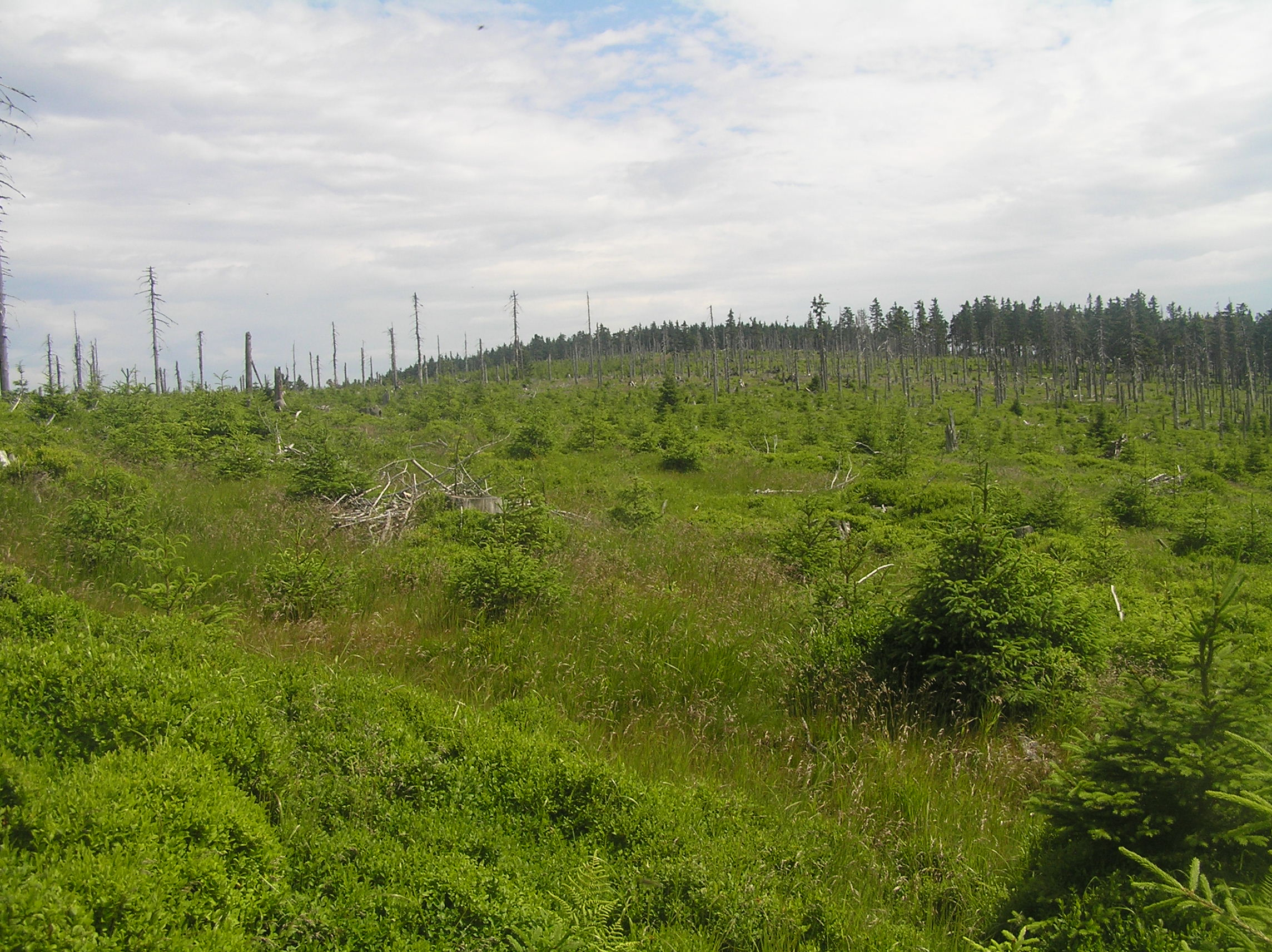
Hora Souš ze hřbetu

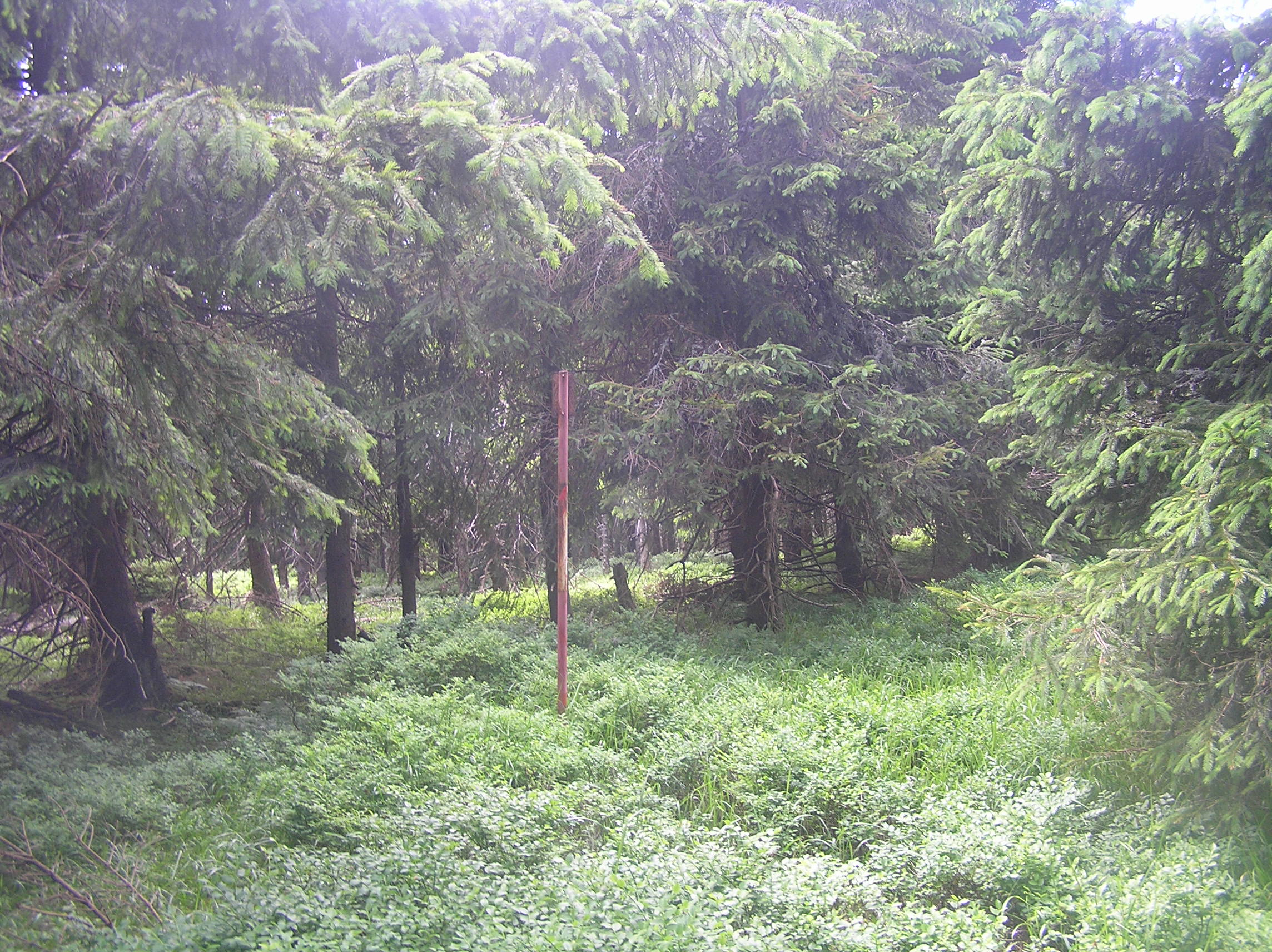
Vrchol hory Souš

## Vegetace
Ve vrcholové části se nachází horské smrčiny, místy zvláště v sedle směrem k Babuši najdeme drobná rašeliniště a podmáčené smrčiny. V nižších partiích hory se pak nachází horské bučiny, které se zachovaly jen ve fragmentech, neboť většinou byly přeměněny ve smrkové kultury.

## Ochrana přírody
Oblast vrcholu hory v NPR Králický Sněžník a EVL Králický Sněžník, ale leží už mimo Ptačí oblasti Králický Sněžník.

## Stavby
Na vrcholu a v okolí nejsou žádné stavby, níže ve svahu se pak nachází dřevěná Hubertova chata.